# كاهنا شيتوت
```
كاهنا شيتوت
 (من مواليد 
20 مايو 1992
(
1992-05-20
)
 ) هي لاعبة 
كرة
 طائرة جزائرية. كانت جزءًا من 
المنتخب الوطني الجزائري للكرة الطائرة
.
[
2
]
```

## روابط خارجية
- الملف الشخصي في FIVB.org